# Pterostichus intectus
Pterostichus intectus är en skalbaggsart som beskrevs av Thomas Casey. Pterostichus intectus ingår i släktet Pterostichus och familjen jordlöpare. Inga underarter finns listade i Catalogue of Life.